# 钝基草
钝基草（学名：Timouria saposhnikovii Roshev.）是一种禾本科植物。这种植物分布于中国内蒙古、甘肃、新疆；此外，蒙古和中亚也有。